# Mamberamo (folyó)
A Mamberamo Új-Guinea második leghosszabb folyója (1112 km) a Sepik folyó után (1126 km). Vízhozamát tekintve Óceániában a harmadik, a Kapuas után pedig a második Indonéziában. A folyó teljes egészében az indonéz Pápua tartományban található.

## Földrajza
A Mamberamo két nagy belső folyó, a Tariku (Rouffaer) és Taritatu (Idenburg) folyók találkozásából alakul ki a síkságon, amely egy kiterjedt édesvízi mocsári erdőkkel és gyepekkel borított belső medence. Innen Észak felé folyik a Van Rees-hegység (Pegunungan Van Rees) és a Foja-hegység között, zuhatagokon (Marine-zuhatag) és szurdokokon keresztül. A folyó utolsó 160 km-e hajózható. A part menti síkságon a folyót mocsarak szegélyezik, és széles deltát alkotva a Csendes-óceánba ömlik a Point D'Urville vagy más néven Narwaku-fok (Tanjung Narwaku) északi pontjánál.
A folyó hatalmas völgye különféle érintetlen népeknek és hihetetlen biológiai sokféleségnek ad otthont. Az 1990-es években az indonéz kormány azt tervezte, hogy egy nagy vízerőművet épít a Mamberamón, amely a terület nagy részét víz alá borította volna. Ezt a tervet az 1998-as és 1999-es indonéz pénzügyi válság után félretették, de a környezetvédelmi csoportok attól tartanak, hogy valamikor a jövőben feltámaszthatják. Jelenleg a Mamberamo továbbra is a világ egyik legnagyobb folyója melynek vízgyűjtője teljesen érintetlen.
A Mamberamo terület nagy vonalakban számos közeli hegyláncra utal, köztük a Van Rees-re és a Foja-hegységre (más néven Foya), amelyek a Conservation International, az Indonéz Tudományos Intézet és a Cenderawasih Egyetem által a közelmúltban végzett gyors biológiai értékelés tárgyát képezték. A tudományos csapat 60 év után felfedezte az első új madárfajt és rengeteg más új növényt és állatot. A Foya-hegység a biológiai sokféleség globálisan is kiemelkedő tárházának tűnik.

## Vízrajza
Hossza a Tariku és Taritatu összefolyásától több mint 268 km. A Taritatu forrásától összesen 1112 km-t tesz meg, bár az adatok nagyon eltérőek a hosszát illetően is. Vízgyűjtője 78 992 km2 kiterjedésű és évente 3578 mm eső áztatja. A magas lefolyási tényező okán közepes vízhozama 4000 és 6000 m3/s között változik. Átlagos mélysége 8 m, de a mederszűkületeknél eléri a 33 métert is.

## Története
1545-ben a spanyol hajós, Iñigo Ortiz de Retes végighajózott a sziget északi partján egészen ennek a folyónak a torkolatáig, amelyet San Agustínként jelölt meg. Ezen a helyen 1545. június 20-án igényelte a területet a spanyol korona számára, és ennek során adta a nevet a szigetnek (Nueva Guinea), amelyről ma ismert. Az első európai, aki belépett a Mamberamo torkolatába, a holland, Dr. D. F. van Braam Morris volt 1883-ban. Egy északi Molukkákról (Ternate) érkezett lakos felevezett a folyón, hogy megbizonyosodjon arról, hogy hajózható-e gőzössel. A következő évben, 1884-ben Van Braam Morris visszatért a Havik gőzhajóval, és 97 km-t tett meg rajta.

## A Mamberamo rezervátum
A Mamberamo Foja Wildlife Reserve területe 16 610 km². A Mamberamo és főbb mellékfolyói mentén húzódik a Közép-hegység lábától a Csendes-óceánig. Felöleli a középső Lakes Plains régiót, és dél felé nyúlik a folyó keleti oldala mentén, beleértve a Foya-hegységet, a folyó deltáját és a tengert.

## A Mamberamo híd
A Mamberamo híd (235 m) a Mahakam folyó Kutai Kartanegara hídja után (270 m) a második leghosszabb kábelfesztávolságú híd volt Indonéziában, egészen addig, amíg az utóbbi híd 2011 novemberében összeomlott.